# Détroit de San-Bernardino
Pour les articles homonymes, voir San Bernardino.
Le détroit de San-Bernardino est un détroit des Philippines. Il sépare la péninsule de Bicol de l’île de Luçon de l’île de Samar au sud.
En son milieu se trouve le phare de San Bernardino érigé sur l'îlot du même nom.